# Mordellistena masoni
Mordellistena masoni es una especie de coleóptero de la familia Mordellidae. Mide 3.75-4 mm hasta el extremo de los élitros, 4.75-5 mm hasta el extremo anal.

## Distribución geográfica
Habita en Estados Unidos.